# Liste der Biografien/B
Liste der Biografien |
Portal Biografien |
Personensuche
# |
A |
B |
C |
D |
E |
F |
G |
H |
I |
J |
K |
L |
M |
N |
O |
P |
Q |
R |
S |
T |
U |
V |
W |
X |
Y |
Z |
?
 
Ba |
Be |
Bd |
Bg |
Bh |
Bi |
Bj |
Bl |
Bm |
Bn |
Bo |
Br |
Bs |
Bu |
Bw |
By |
Bz
Die Liste der Biografien führt alle Personen auf, die in der deutschsprachigen Wikipedia einen Artikel haben. Dieses ist eine Teilliste mit 19 Einträgen von Personen, deren Namen mit dem Buchstaben „B“ beginnt.

## B
- B, Ali (* 1981), niederländischer Rapper
- B, Bridgette (* 1983), spanische Pornodarstellerin
- B, Howie (* 1963), schottischer DJ, Musiker und Musikproduzent
- B, Jenny (* 1972), italienische Pop- und Jazzsängerin
- B, Melanie (* 1975), englische SängerinMelanie B (* 1975)

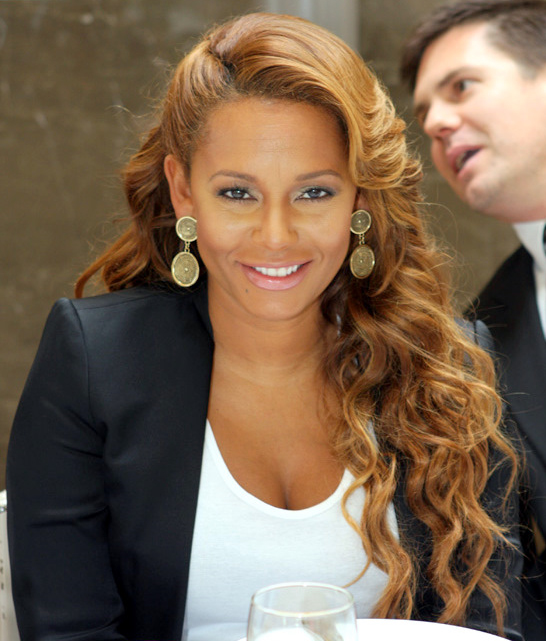
Melanie B (* 1975)

- B, Ruth (* 1995), kanadische Singer-Songwriterin
- B, Stevie (* 1958), US-amerikanischer Sänger, Singer-Songwriter und Musikproduzent
- B-Case (* 1991), deutscher Musikproduzent und DJ
- B-Fab (* 1990), US-amerikanische Wrestlerin
- B-Lash (* 1982), iranischer Musikproduzent und Rapper (Berlin-Kreuzberg)
- B-Legit (* 1971), US-amerikanischer Rapper
- B-Real (* 1970), US-amerikanischer Rapper
- B-Tight (* 1979), deutscher Rapper
- B. G. (* 1980), US-amerikanischer Rapper
- B. G. Knocc Out (* 1975), US-amerikanischer Rapper
- B. G., The Prince of Rap (1965–2023), US-amerikanischer Rapmusiker
- B., Anne-Marie (* 1951), französische Sängerin und Schauspielerin
- B.o.B (* 1988), US-amerikanischer Rapper und Musikproduzent
- B1-Butcher, Serienmörder in Namibia